# Mitostemma
Mitostemma é um género botânico pertencente à família Passifloraceae.